# Alžběta Celjská
Alžběta Celjská (1441 – 1455) byla první manželkou, nebo snad pouze snoubenkou Matyáše Korvína, pozdějšího krále uherského a českého.
Byla dcerou hraběte Ulricha II. z Celje a jeho manželky Kateřiny Branković. Přes matku byla Alžběta vnučkou srbského despoty Jiřího Brankoviče.
Její otec a dědeček z matčiny strany byli dlouholetými odpůrci Jana Hunyadiho, protože domy Celje a Hunyadi soupeřily o vliv v Uherském království od počátku 40. let 14. století. V roce 1448 obě strany dosáhly dohody o rozdělení sfér zájmu, zpečetěné Alžbětiným zasnoubením s Ladislavem, prvorozeným synem Jana Hunyadiho. Později nechal Hunyadi nevýhodnou dohodu zrušit a po dalších jednáních bylo v roce 1451 dohodnuto, že si Alžběta vezme jeho mladšího syna Matyáše. Svatba se měla konat v roce 1453, ale sešlo z ní kvůli obnoveným sporům mezi oběma rody.
Svatba či zásnuby se nakonec uskutečnily v roce 1455. Matyáš byl poslán na královský dvůr v Budíně, kde sídlil Ulrich, zatímco Alžběta se usadila na panství Hunyadiových - oba tak sloužili spíše jako rukojmí mezi svými rodinami. Koncem téhož roku však Alžběta onemocněla a zemřela, aniž bylo manželství naplněno. To zrušilo poslední spojení mezi Hunyadiovci a Celjskými.